# Turno de día
Turno de día (En inglés Day Shift) es una película estadounidense de vampiros del año 2022, dirigida por JJ Perry en su debut como director, con un guion de Tyler Tice y Shay Hatten, está basada en una historia de Tice. La película está protagonizada por Jamie Foxx, Dave Franco, Natasha Liu Bordizzo, Meagan Good, Karla Souza, Steve Howey, Scott Adkins y Snoop Dogg.
Turno de día se lanzó en Netflix el 12 de agosto de 2022 con críticas postitivas y mixtas de los críticos.

## Argumento
Después de ver a un hombre salir de una casa cercana, el limpiador de piscinas Bud Jablonski irrumpe en silencio y se enfrenta a dos vampiros, una anciana y un hombre más joven, que viven allí. Después de una larga pelea, mata a los vampiros y les saca los colmillos. Se revela que Bud no es un limpiador de piscinas, sino un cazador de vampiros.
Bud intenta vender los colmillos en una casa de empeño, pero los precios que ofrece Troy, el dueño de la casa de empeño, no son suficientes para ayudarlo con sus problemas de dinero. La exesposa de Bud planea mudarse a Florida con su hija, quien asiste a una escuela privada con tarifas altas. Para pagar la matrícula y comprar aparatos ortopédicos para su hija, Bud se ve obligado a regresar al sindicato de cazadores de vampiros.
Bud recluta a su amigo, John Elliot, para que lo ayude a volver a unirse al sindicato. El jefe del sindicato, Ralph Seeger, inicialmente lo rechaza, ya que anteriormente lo habían expulsado del sindicato debido a su estilo de caza arriesgado y agresivo. Finalmente se le da una última oportunidad, pero debe trabajar bajo condiciones estrictas. Solo debe trabajar en el turno diurno, que no paga bien, y también debe ser supervisado por un representante sindical llamado Seth. Seth tiene la tarea de buscar y reportar cualquier violación cometida por Bud. Mientras tanto, una vampira llamada Audrey encuentra a los vampiros que mató Bud. Mientras busca al hombre que mató al mayor de los dos vampiros, Audrey encuentra, tortura e interroga a Troy. Antes de matarlo, revela que los humanos solían adorar a los vampiros como dioses, y tiene planes para recrear la antigua jerarquía de "adoración de dioses".
Bud y Seth van de caza, y aunque Bud viola varios protocolos sindicales, Seth no los denuncia después de enterarse del objetivo de Bud de mantener a su familia con sus ganancias. Después de encontrar y destruir un nido inusual de vampiros, Audrey contacta a Bud y amenaza a su familia. Ella le dice que el anciano vampiro era su hija. Bud corre hacia su exesposa para salvarla mientras los vampiros lo persiguen, pero no llega a tiempo. Su familia es tomada como rehén por Audrey y Seth se convierte en vampiro.
Ahora, decididos a rescatar a su familia, Bud y Seth reclutan a la vecina de Bud, Heather, para ayudar a atacar la fortaleza de Audrey. Allí, se les une John. Durante la pelea, John es mordido y elige sacrificarse para que Bud pueda salvar a su familia. Bud no es rival para Audrey, pero la engaña durante la pelea y toma ventaja, matándola y salvando a su familia. Cuando el jefe del sindicato llega a la escena, Seth ayuda a Bud a permanecer en el sindicato citando el protocolo para justificar sus acciones. Mientras la familia Jablonski se aleja, John sale de una alcantarilla después de haber sobrevivido a la pelea.

## Reparto
- Jamie Foxx como Bud Jablonski
- Dave Franco como Seth
- Snoop Dogg como el gran John Elliott
- Natasha Liu Bordizzo como Heather
- Meagan Good como Jocelyn Jablonski
- Karla Souza as Audrey San Fernando
- Steve Howey como Mike Nazarian
- Scott Adkins como Diran Nazarian
- Oliver Masucci como Klaus
- Eric Lange como Ralph Seeger
- Peter Stormare como Troya
- Zion Broadnax como Paige Jablonski

## Producción
Turno de día es el debut como director de JJ Perry. Tyler Tice escribió el guion y Shay Hatten proporcionó una reescritura. Chad Stahelski, Jason Spitz, Jamie Foxx , Shaun Redick Yvette Yates Redick, Datari Turner y Peter Baxter produjeron. Netflix anunció la película el 20 de octubre de 2020 al revelar que Foxx se había unido al elenco. Se anunciaron miembros adicionales del elenco en abril de 2021. La fotografía principal estaba programada para realizarse en Los Ángeles, California, entre el 19 de abril y el 22 de agosto de 2021.
Tyler Bates ha compuesto la banda sonora de la película. Y Netflix Music ha lanzado la banda sonora.

## Lanzamiento
Turno de día se lanzó en Netflix el 12 de agosto del año 2022.

## Recepción
En el sitio de reseñas Rotten Tomatoes, el 59% de 90 críticos le dieron a la película una reseña positiva, con una calificación promedio de 5.70/10. El consenso crítico dice: "Las estrellas del juego y una premisa atractivamente tonta son suficientes para compensar las travesuras de comedia de acción sin inspiración de Turno de día" Metacritic le dio a la película una puntuación promedio ponderada de 52 sobre 100, basada en 28 críticos, lo que indica "críticas positivas a promedio".
Michael Ordona de Los Angeles Times calificó la película de "maldita delicia" y dijo: "Uno estaría tentado de llamarla la mejor comedia de terror de 2022 hasta ahora, pero mezcla tantos géneros que es más como el mejor compañero de terror de 2022". policía-cartel-drama-recompensas-cazador-artes marciales-comedia de acción (hasta ahora)". Lovia Gyarkye de The Hollywood Reporter lo llamó "Una comedia de acción, suspenso, extraña y ocasionalmente divertida".
Owen Gleiberman de Variety encontró la película agradable al principio, pero "hasta que comienza a ser lo suficientemente complicada como para causarle dolor de cabeza, especialmente cuando las reglas se aplican de manera tan inconsistente como aquí". Peter Travers de ABC News escribió: "Un Jamie Foxx que vive en los barrios bajos es genial al máximo como un cazador de vampiros que mata a tiros a los chupasangres en el soleado Los Ángeles. Pero dejas esta comedia de acción tonta pero sobre todo horrible sintiéndote golpeado, golpeado por una avalancha de ruido y furia que significan la nada habitual".  Brian Lowry de CNN escribió: "Es el tipo de vehículo impulsado por estrellas que brinda beneficios obvios a Netflix incluso si, cualitativamente hablando, no merece ver la luz del día".